# Lorde presidente do Conselho
O Lorde Presidente do Conselho (em inglês:  Lord President of the Council) é o quarto dos Grandes Oficiais de Estado, depois do Lorde Tesoureiro e antes do Lorde do Selo Privado. O Lorde presidente, no geral, está a cargo do Escritório do Conselho Privado, no geral assiste a todas as reuniões do conselho e apresenta os assuntos para a aprovação do monarca. Na atualidade, o titular é, por convenção, sempre membro de uma das câmaras do Parlamento e ocupa um posto no Gabinete. A atual Lorde Presidente é Lucy Powell, membro do Parlamento pela constituência de Portsmouth North desde 2010.